# لینوکس چیکس
لینوکس چیکس (به انگلیسی: LinuxChix) یک جامعه لینوکس زنانه است. این سازمان برای ارائه پشتیبانی فنی و اجتماعی برای زنان کاربران لینوکس تشکیل شده‌است، اگرچه مردان تشویق می‌شوند که در این زمینه مشارکت کنند. اعضای انجمن بدون توجه به جنسیت به عنوان «جوجه لینوکس» (LinuxChix) شناخته می‌شوند. 

## تاریخچه
لینوکس چیکس در سال ۱۹۹۹ توسط دب ریچاردسون که یک نویسنده فنی و مدیر وب در یک شرکت مشاوره منبع باز بود، تأسیس شد. دلیل او برای تأسیس لینوکس چیکس ایجاد جایگزینی برای برخی دیگر از گروه‌ها و انجمن‌های کاربران لینوکس بود. دو قانون اساسی وجود دارد: «مؤدب باشید و مفید باشید.» 
لینوکس چیکس به عنوان یک لیست پست الکترونیکی به نام گرل تاک شروع به کار کرد. رشد این لیست پستی منجر به ایجاد لیست‌های پستی دیگری شد که با تک تاک برای بحث‌های فنی و موضوعاتی برای بحث در مورد مسائل سیاسی زنان شروع شد. لینوکس چیکس زمانی مورد توجه قرار گرفت که زددی‌نت مقاله ای در مورد آن منتشر کرد، که متعاقباً در اسلش‌دات پست شد.

## رهبری و ساختار
دب ریچاردسون تا سال ۲۰۰۱ بر فعالیت‌های لینوکس چیکس نظارت داشت، زمانی که هماهنگی و میزبانی جهانی را به برنامه‌نویس و نویسنده ملبورن جن وسپرمن سپرد. جن وسپرمن جامعه را عمدتاً به روشی غیرمستقیم رهبری کرد و تقریباً تمام وظایف از جمله مدیریت لیست پستی و نگهداری وب سایت را به گروهی از داوطلبان محول کرد. در طول تصدی جن وسپرمن، تعداد مشترکین لیست‌های پستی با لیست پستی نیوچیکس برای کسانی که در حوزه لینوکس تازه‌وارد هستند، لیست پستی دوره‌هایی که لینوکس چیکس برای آموزش موضوعات خاص به یکدیگر استفاده می‌کند، و لیست پستی فقط دختران(تنها لیستی که برای مردان بسته شده‌است) سه برابر شد. تقریباً در همان زمان، یک سرور آی‌آرسی برای لینوکس چیکس ایجاد شد.
واژه لینوکس چیکس به سازمانی اشاره دارد که بر روی وب سایت رسمی، لیست‌های پستی و کانال‌های آی‌آرسی متمرکز شده‌است. این سازمان هیچ وضعیت رسمی ندارد و این نام توسط سایر گروه‌های وابسته به آن، از جمله چندین بخش محلی، قاره‌ای و ملی که به‌طور مستقل فعالیت می‌کنند، استفاده می‌شود.
در مارس ۲۰۰۷، جن وسپرمن اعلام کرد که به عنوان هماهنگ‌کننده بازنشسته می‌شود و از نامزدها برای یک انتخاب رهبر جدید دعوت کرد. مری گاردینر به عنوان هماهنگ‌کننده جدید در آوریل ۲۰۰۷ اعلام شد و قصد داشت تا سال ۲۰۰۹ به عنوان هماهنگ‌کننده خدمت کند، اما او در ژوئن ۲۰۰۷ استعفا داد. در حال حاضر این سازمان توسط سه داوطلب اصلی به نام «ترس چیکس» رهبری می‌شود که با رای مردم انتخاب می‌شوند. در اوت ۲۰۰۷، سولامیتا گارسیا، آکانا پک و کارلا شرودر به این سمت‌ها انتخاب شدند.

## بخش‌های منطقه ای
لینوکس چیکس بیش از ۱۵ بخش منطقه ای در سراسر جهان دارد.  در سال ۲۰۰۴، یک فصل در آفریقا تأسیس شد. در مارس ۲۰۰۷، در روز جهانی زن، دو بخش لینوکس چیکس استرالیا با هم متحد شدند تا یک فصل سراسری به نام «اوسی‌چیکس» را تشکیل دهند. فصل نیوزلند در فوریه ۲۰۰۷ تأسیس شد.

## رویدادها
برخی از فصل‌های محلی لینوکس چیکس جلسات منظمی برگزار می‌کنند. دیگران فقط در مناسبت‌های خاص، مانند بازدید از اعضای غیر محلی یا در ارتباط با کنفرانس‌های فنی، ملاقات می‌کنند. در سال ۲۰۰۷، اعضای بخش سیدنی یک لینوکس چیکس را در دانشگاه نیو ساوت ولز سازماندهی کردند. رویدادها در مناسبت‌های خاص دیگر برگزار می‌شود. برای مثال، در سال ۲۰۰۵، لینوکس چیکس آفریقا رویدادی را برای بزرگداشت روز آزادی نرم‌افزار در دانشگاه ویتس ترتیب داد.

## آزمایشگاه‌های لینوکس چیکس
بخش هندی لینوکس چیکس ابتکاری را برای ایجاد آزمایشگاه‌های لینوکس در تعدادی از شهرهای هند رهبری کرد. این آزمایشگاه‌ها فضاهایی مجهز به رایانه‌های شخصی و اتصالات اینترنتی فراهم می‌کنند که در آن زنان می‌توانند دربارهٔ لینوکس بیشتر بیاموزند و در کمک به جامعه نرم‌افزاری لایبر همکاری کنند. آزمایشگاه‌ها در بنگلور، دهلی، بمبئی و پونا فعال شده‌اند.